# Виленка (Житомирская область)
Виленка (укр. Віленька) — село на Украине, находится в Коростышевском районе Житомирской области.
Население по переписи 2001 года составляет 245 человек. Почтовый индекс — 12500. Телефонный код — 4130. Занимает площадь 1,403 км².

## Адрес местного совета
12536, Житомирская область, Коростышевский р-н, с.Виленка